# Sukkulenten-Sammlung Zürich

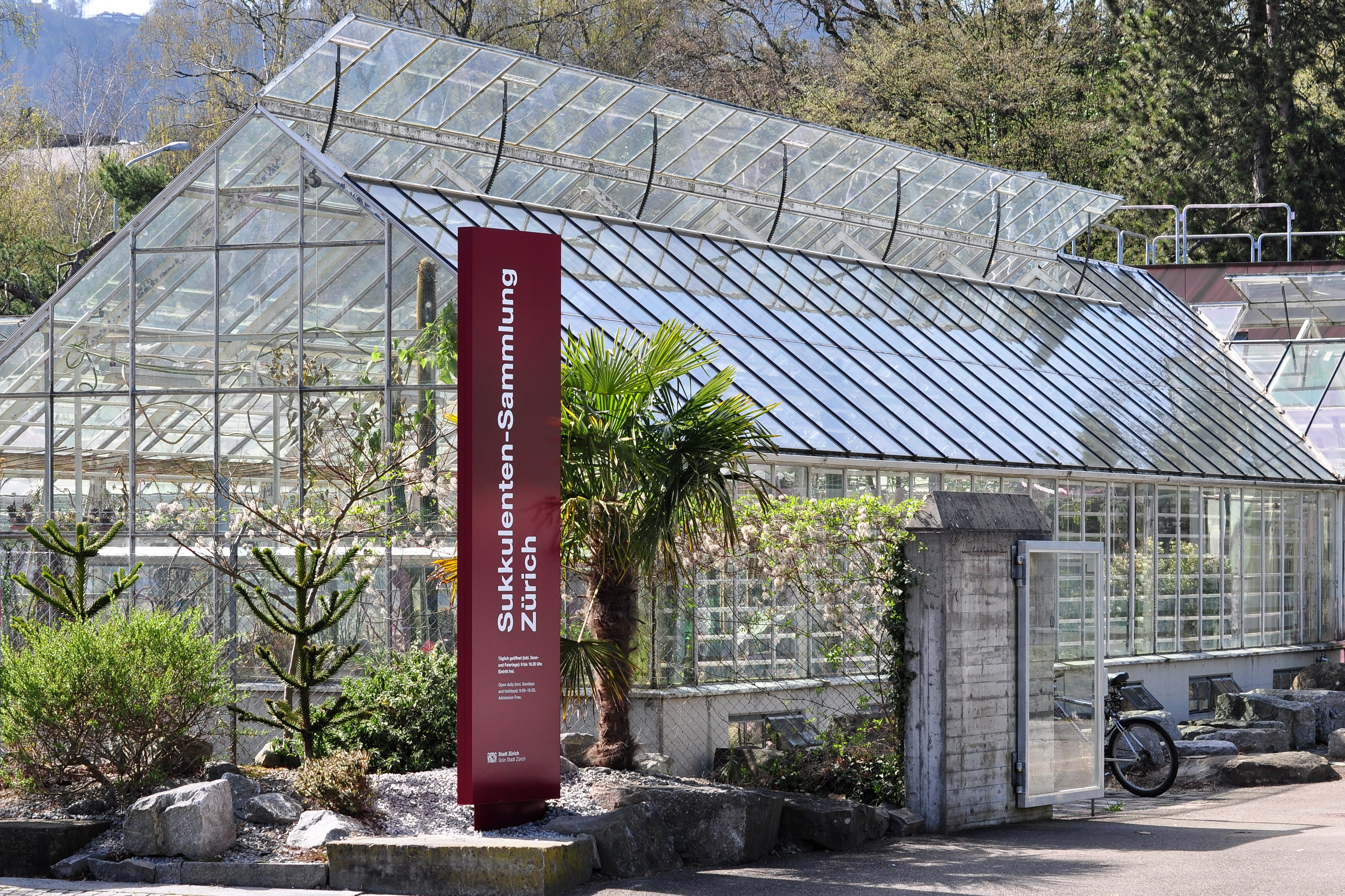
Eingangsbereich, Mythenquai in Zürich

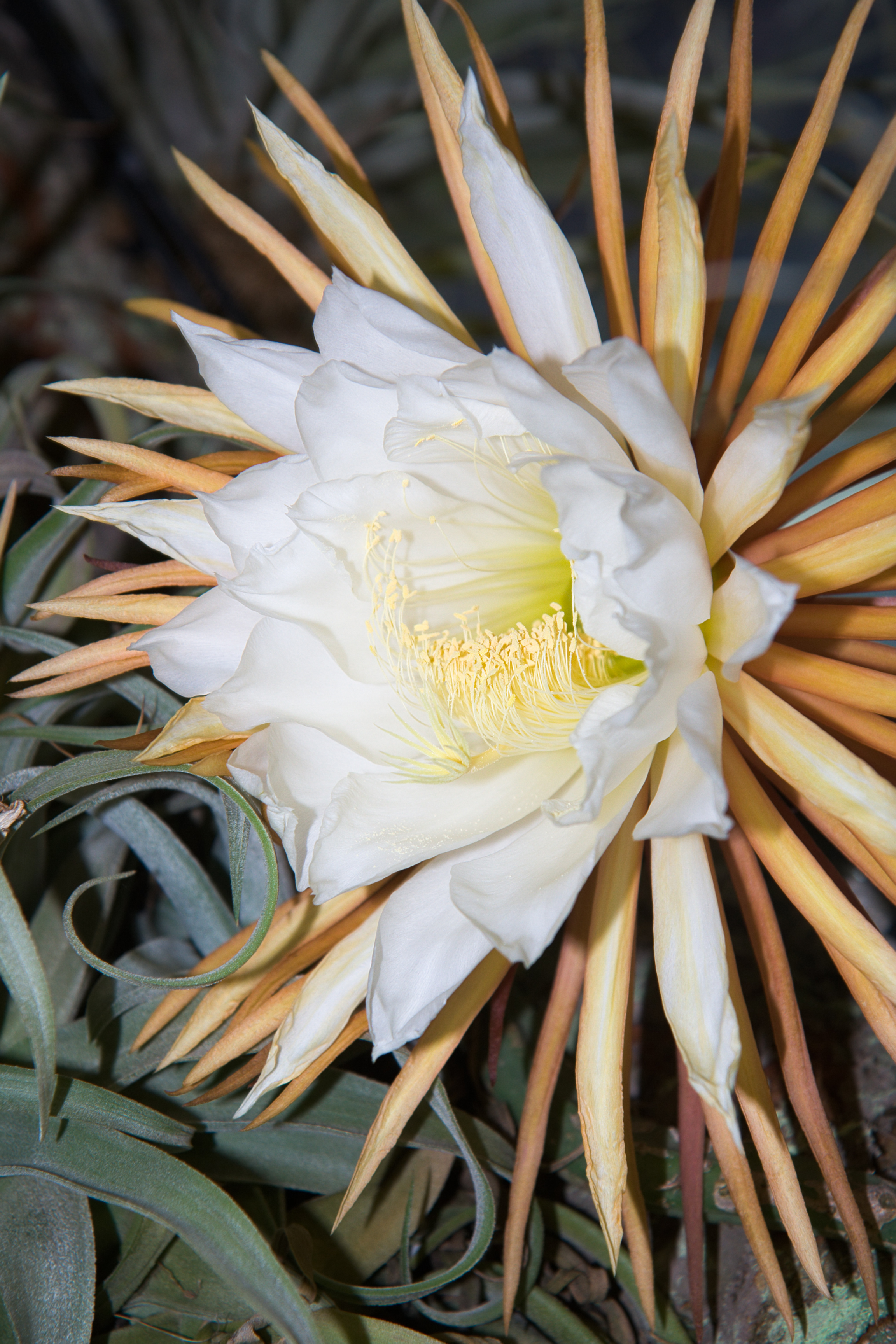
Blüht die Königin der Nacht, bleibt die Sukkulentensammlung über Nacht geöffnet.

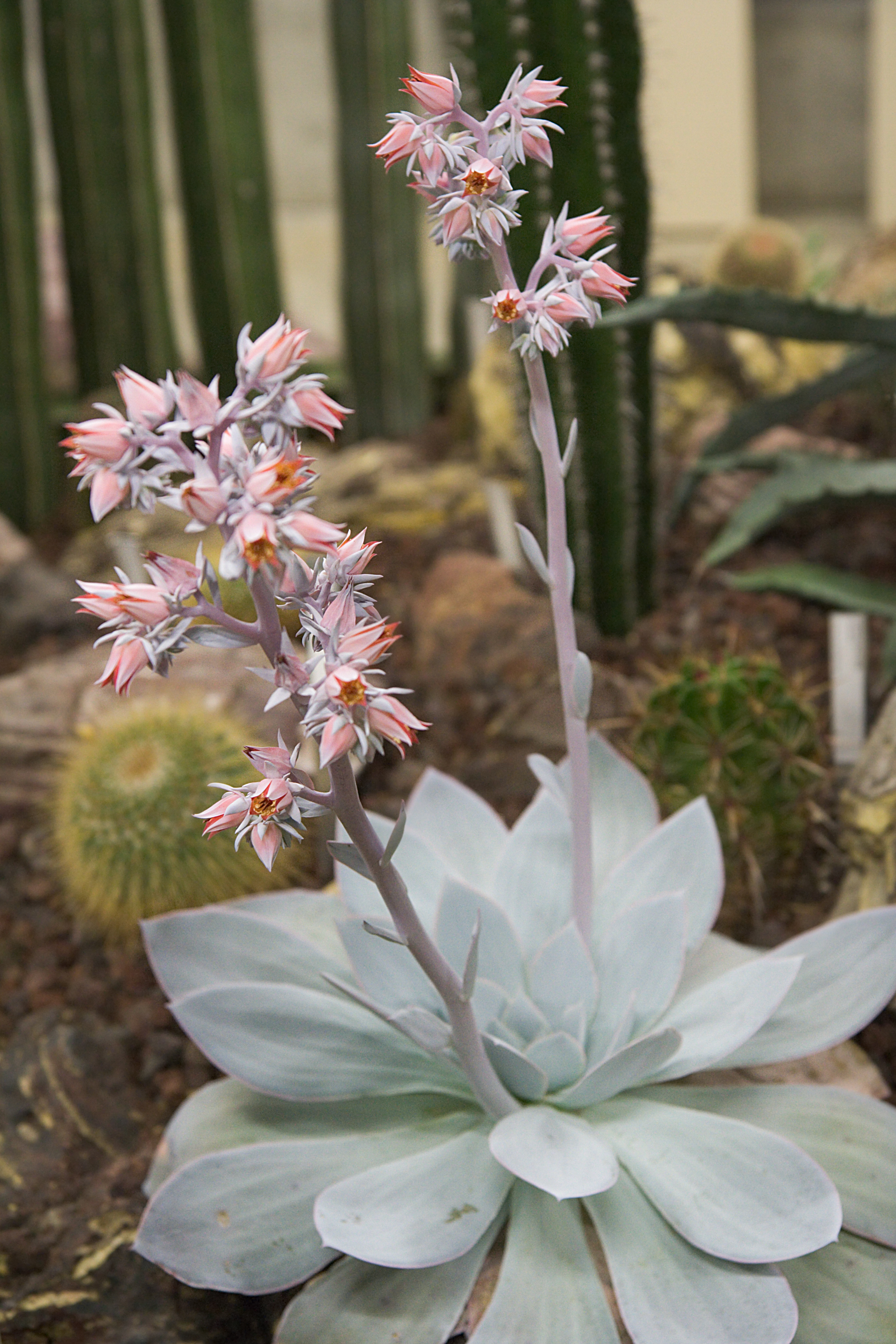
Echeverien im Gewächshaus der Sukkulentensammlung

Die Sukkulenten-Sammlung Zürich ist eine der umfangreichsten und weltweit bedeutendsten Spezialsammlungen sukkulenter Pflanzen. Es werden etwa 6500 Arten und Varietäten kultiviert. Die Sammlung ist Schutzsammlung der Internationalen Organisation für Sukkulentenforschung (IOS).

## Geschichte
Der Kakteenzüchter Jakob Gasser versuchte Ende der 1920er Jahre seine Sammlung sukkulenter Pflanzen an die Stadt Zürich zu verkaufen. Die Stadt lehnte das Angebot zunächst ab. Schliesslich erwarb der Kaufhausbesitzer Julius Brann 1929 die Sammlung und schenkte sie zwei Jahre später der Stadt Zürich. Zum Sammlungsleiter wurde 1931 Hans Krainz, ein Angestellter des Gartenbauamts, bestellt. Krainz baute nicht nur die Sammlung aus, es gelang ihm auch internationale Kontakte zu knüpfen. Sie führten 1950 zur Gründung der Internationalen Organisation für Sukkulentenforschung (IOS), die ihren offiziellen Sitz bis heute am Standort der Sammlung hat. Hier befindet sich seit 1955 auch die Schutzsammlung der IOS.
Als zweiter Sammlungsleiter übernahm der Gartenbauingenieur Diedrich Supthut 1972 die Sukkulenten-Sammlung. Er unternahm zahlreiche private Reisen in die Herkunftsgebiete sukkulenter Pflanzen, wobei er Kontakte zu Sammlern und Wissenschaftlern knüpfte. Dadurch gelangten immer mehr Pflanzen nach Zürich. Die technischen Einrichtungen und Gewächshäuser wurden 1983/84 saniert, das Verwaltungsgebäude wurde neu errichtet.
Infolge von Sparbemühungen der Stadt Zürich kam Anfang der 1990er Jahre die Idee auf, die Sukkulenten-Sammlung nicht mehr in der gewohnten Form weiterzuführen. Mehrere Gutachten wurden eingeholt, die den grossen Wert der Sammlungen bestätigten. Die drohende Schliessung oder Ausgliederung war erst 1999 endgültig vom Tisch.
1996 wurde ein Förderverein gegründet, der die Sammlung unterstützt und seit 1998 auch Die Sukkulentenwelt, das zu Sonderausstellungen erscheinende Magazin der Sammlung, herausgibt.
Von 2000 bis 2009 war Thomas Bolliger der dritte Leiter der Sammlung. Die Sammlung soll modernisiert werden, wobei die wissenschaftliche Arbeit und die Bedürfnisse der Besucher in Einklang gebracht werden müssen.
Seit 2010 hat Gabriela S. Wyss die Leitung der Sammlung übernommen. Zum achtzigsten Jubiläum 2011 hat sich die Sukkulenten-Sammlung Zürich ein Facelifting geschenkt. Sie hat das Foyer und den Inforaum umgestaltet, ihre Informationsvermittlung optimiert und mit einer neuen Besucherlenkung versehen sowie ihren Internet-Auftritt erneuert.

## Einrichtungen
Die Sukkulenten-Sammlung Zürich ist am linken Ufer des Zürichsees, im Quartier Enge angesiedelt. Auf einer Fläche von 4750 m², also weniger als einer halben Hektare, befinden sich dort sechs öffentlich zugängliche Schauhäuser und eine Freilandanlage mit winterharten Sukkulenten. Weitere 700 m² Gewächshäuser und 550 m² beheizbare Frühbeetkästen dienen der Anzucht, Akklimatisation, zur Überwinterung oder werden für die Schutzsammlung benötigt. In der Sukkulenten-Sammlung waren 2015 neun, 2019 zwolf Mitarbeiter beschäftigt. Jährlich werden über 50'000 Besucher verzeichnet; 2023 waren es 63'000.
Für wissenschaftliche Arbeiten besitzt die Sukkulenten-Sammlung ein Herbar mit 30'000 Belegen (80 % aller Belege sind elektronisch zugänglich und oftmals fotografisch dokumentiert) sowie eine Fachbibliothek mit 25'400 Zeitschriften und Büchern.